# 北極熊快車
北极熊快速专列（英語：Polar Bear Express）是由安大略北地铁路公司在加拿大安大略省的北安大略区运营的加拿大客运列车，于1964年推出。它是一種客貨兩運列車。